# Робърт Морис (предприемач)
Вижте пояснителната страница за други личности с името Робърт Морис.
Робърт Морис е американски търговец и предприемач, финансирал обявяването на независимост на САЩ, подписал статии за конфедерация и конституцията на САЩ.
Инициатор за създаването на Северно-Американската банка е Робърт Морис след войната за независимост от Великобритания, тогава вече богат търговец и конгресмен от Филаделфия. Натрупал огромно богатство от правителствени доставки през Войната за независимост, Морис е горещ привърженик на идеята за силно централно правителство, което активно да се намесва в стопанския живот. Накратко, той смята, че САЩ следва да имат британската система на управление без самата Британия. Подобно на Английската банка, Северно-американската банка получава монополното право да емитира пари, с които могат да се изплащат задължения към правителството и дори дългове отпуснати в благородни метали. Новата банка щедро се съгласява да заеме повечето от новосъздадените пари на правителството, разбира се срещу заплащане на лихва. Поради липсата на доверие у книжните пари обаче банката не успява да се утвърди и се превръща от централна банка в чисто търговска банка.
Тази идея по-късно се осъществява и води до създаването на федералния резерв.